# Artimpaza metallica
Artimpaza metallica là một loài bọ cánh cứng trong họ Cerambycidae.